# Чёрная акула
Чёрная акула, или далатия, или американская пряморотая акула (лат. Dalatias licha) — вид акул из семейства далатиевых, единственный в роде далатий или пряморотых акул (Dalatias). Эти акулы спорадически распространены по всему миру. Обычно они предпочитают держаться у дна, где глубина составляет 200—600 метров. Крупная печень, богатая жиром, позволяет им поддерживать нейтральную плавучесть, не затрачивая много энергии. У них вытянутое тело с коротким, тупым рылом, большие глаза и толстые губы. Средняя длина составляет 1—1,4 м.
У далатий крепкие зубы, которыми они способны наносить сильные укусы. Нижние и верхние зубы сильно отличаются друг от друга: верхние маленькие и узкие, а нижние крупные, треугольные, с зазубренными краями. Эти акулы — мощные одиночные хищники, рацион которых составляют костистые рыбы, акулы и скаты, а также головоногие, ракообразные, полихеты, сифонофоры. Вероятно, они поедают падаль. Они нападают и кусают животных, превосходящих их размерами, подобно своему меньшему сородичу, бразильской светящейся акуле. Далатии размножаются яйцеживорождением. Представляют коммерческий интерес, мясо используют в пищу, ценится кожа и печень, особенно в Португалии и Японии. Низкий уровень воспроизведения делает этих акул чувствительными к перелову.

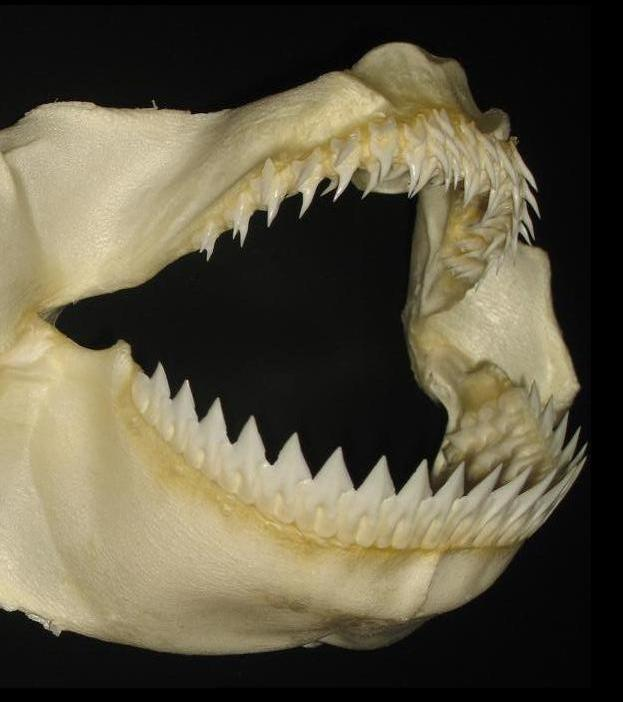
Челюсти чёрной акулы

## Таксономия и филогенез
Впервые вид описан научно как Squalus lich французским натуралистом Пьерром Жозефом Боннатерре в 1788 году. Голотип был утрачен. Позднее вид был выделен в отдельный род, образованный в результате признания описанного в 1810 году Константином Рафинеском вида Dalatias sparophagus и Squalus lich таксономическими синонимами. Однако некоторые авторы оспаривали это на основании того, что Dalatias sparophagus является nomen dubium и предпочитали использовать название рода Scymnorhinus.
Название рода происходят от слова др.-греч. δᾱλός — «факел», «пылающая головня». Видовое название происходит от просторечного названия этой акулы фр. liche.
Кладистические исследования показали, что наиболее близкородственными далатии являются светящиеся акулы, которые демонстрируют сходство зубов, скелета и мускулатуры.. Считается, что далатии и светящиеся акулы эволюционно разделились вскоре после мел-палеогеновой границы около 65 млн лет назад. Это разделение было частью внушительной адаптивной радиации катранообразных, населявших глубокие воды и перешедших на мелководье.

### Эволюционная история
Обычно считается, что род далатий появился в эоцене. Зубы этих акул находили в эоценовых отложениях Новой Зеландии, Северной Африки и Европы, в миоценовых отложениях Европы и в плиоценовых слоях Европы и Японии. Есть и сообщения о находках более древних зубов, принадлежавших представителям этого рода. Это окаменелости, найденные в меловых отложениях Юго-Восточной Азии и даже в триасовых слоях Англии (позже эти триасовые зубы отнесли к другому роду и семейству).

## Ареал
Далатии обитают по всему миру в тропических и тёплых умеренных водах. Существует несколько отдельных популяций, которые практически не пересекаются между собой. Они не встречаются в восточной части Тихого океана и на севере Индийского океана. В Северной Атлантике они попадаются на Банке Джорджес в северной части Мексиканского залива, и от Северного моря до Камеруна, включая воды, омывающие Британские острова, западную и центральную часть Средиземного моря, Мадейру и Азорские острова. В Индийском океане они обитают у побережья ЮАР и Мозамбика. В Тихом океане далатии встречаются в водах Японии, Явы, Австралии, Новой Зеландии и Гавайских островов. Есть единичные данные о нахождении этих акул в Южной Атлантике у побережья Бразилии.
В открытом море далатии чаще встречаются на глубине 200—600 м, однако их ловили как на поверхности воды, так и на глубине до 1800 м. На Азорских островах наблюдается сегрегация этих акул по полу. Самки преобладают на глубине 230 м, а самцы предпочитают держаться на глубине от 412 до 418 м. Далатии обитают на внешнем крае континентального шельфа и в верхней части материкового склона, а также вокруг океанических островов и подводных вершин. Далатии — единственные в семействе пряморотых акул — в целом держатся ближе ко дну, а не в водной толще.

## Описание
У чёрных акул стройное туловище с очень коротким и тупым рылом, большими глазами и очень толстыми губами. Губы не приспособлены к всасыванию. Усиков у этой акулы нет. Средняя длина самцов — 80—120 см, самок — 120—160 см, а вес около 8 кг. Максимальный размер — 1,6 м, а по другим данным — 1,8 м. Окраска серая, чёрная, чёрно-коричневая, иногда фиолетовая с чёрными пятнами. Оба спинных плавника лишены шипов. В 2003 году в Генуэзском заливе была поймана чёрная акула (длиной 90 см) с признаками частичного альбинизма. Тёмная пигментация отсутствовала на 59 % поверхности её тела.
Первый спинной плавник немного меньше второго, его основание короче. Основание первого спинного плавника начинается позади свободного конца грудных плавников, тогда как основание второго спинного плавника начинается посередине основания брюшных плавников. Грудные плавники короткие и закруглённые. Хвостовой плавник асимметричный, с удлинённой верхней лопастью, у края которой имеется вентральная выемка.
Верхние и нижние зубы сильно различаются: верхние — маленькие и узкие, нижние — крупные, треугольные и зазубренные. Зубных рядов 16—21 в верхней челюсти и 17—20 в нижней. Озубление этой акулы очень похоже на озубление некоторых других катранообразных акул: Isistius, Scymnodon и Scymnodalatias.
Ввиду большого количества жира, содержащегося в печени, чёрная акула обладает высокой плавучестью, что позволяет ей плавать на большие расстояния (пусть и с небольшой скоростью), не затрачивая много энергии.

## Биология
Чёрные акулы, как правило, держатся поодиночке, хотя иногда встречаются небольшие группы. В ходе исследований, проведённых у побережья Северной Африки и в Генуэзском заливе было обнаружено, что самцы превосходят численностью самок в соотношении 2:1 и 5:1, соответственно. Подобный дисбаланс в соотношении полов не наблюдается у берегов Южной Африки и может быть следствием смещения выборки. На далатий охотятся крупные рыбы, в том числе другие акулы, а также кашалоты. На них паразитируют цестоды Grillotia heptanchi , Grillotia institata, Grillotia scolecina, Hepatoxylon megacephalum, Hepatoxylon trichiuri, Sphyriocephalus viridis, Monorygma hyperapolytica и Todistomum veliporum, а также нематоды Anisakis sp. и Terranova sp.

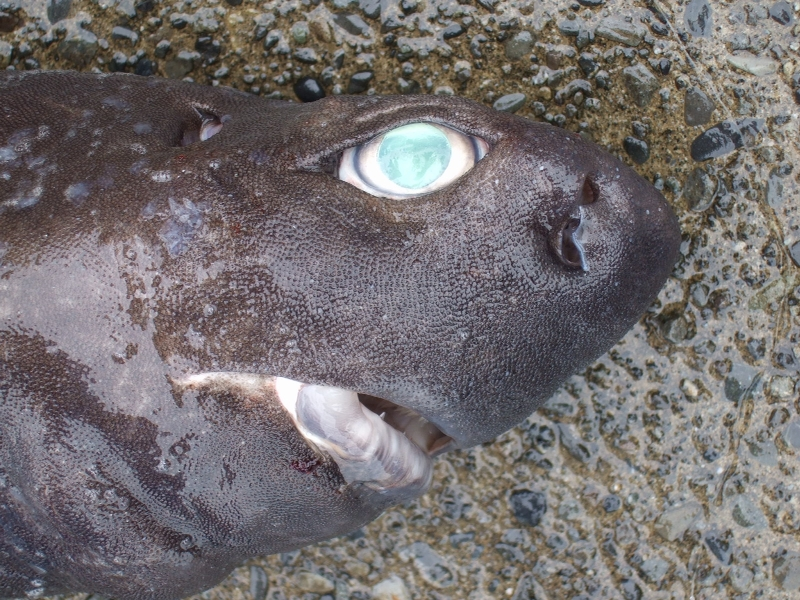
Голова далатии.

Рацион далатий составляют в основном костистые рыбы, включая аргентиновых, хаулиодов, стомиевых, веретенниковых, зеленоглазковые, миктофов, гоностомовых, тресковых, макрурусов, глубоководных морских окуней, скумбрий, змеевидных макрелей, большеглазовых и хаунаксов, а также скатов, небольших акул (пилохвостов, катранов, чёрных колючих и короткошипых акул), кальмаров, осьминогов, ракообразных (равноногих, бокоплавов, креветок и омаров), полихет и сифонофор. Подобно близкородственной бразильской светящейся акуле, далатии способны выкусывать куски плоти из тела животных, превосходящих их размером, таких как акулы и киты. Присутствие в их рационе быстроплавающих рыб даёт основание предположить, что далатии поедают падаль или каким-то иным способом могут настигать такую добычу. В Средиземном море главным источником пищи круглый год являются костистые рыбы, а на втором месте зимой и весной стоят акулы, летом — ракообразные и осенью — головоногие. По непонятным причинам с полным желудком чаще попадаются самцы, а не самки.
Чёрная акула размножается яйцеживорождением, в одном помёте бывает 10—16 (обычно 6—8) акулят размером около 30 см. Численность потомства напрямую зависит от размеров матери. Эмбрионы вылупляются в матке и в ходе развития питаются желтком. У взрослых самок имеются два функциональных яичника и две функциональные матки, которые не разделены на отсеки. В Средиземном море размножение продолжается весь на год, пик приходится на весну и осень. Между беременностями следует годичный перерыв. Продолжительность беременности составляет около двух лет. Самцы достигают половой зрелости при длине 77—121 см, а самки — 117—159 см. Связи между длиной при рождении, длиной достижения половой зрелости и максимальной длиной не наблюдается.

## Взаимодействие с человеком
Чёрные акулы не представляют опасности для человека, поскольку они обитают слишком глубоко. Зубы этих акул находили застрявшими в подводных оптоволоконных кабелях. Они являются объектом коммерческого рыболовства из-за мяса, кожи и жира печени; основной промысел ведут Португалия и Япония. Целевой промысел этого вида существовал у Азорских островов с 1970-х до 1990-х годов, но впоследствии был прекращён из-за чрезмерного вылова рыбы и падения цен на печёночный жир; быстрое сокращение популяции у Азорских островов часто приводится в качестве примера восприимчивости глубоководных акул к хозяйственной деятельности человека, связанной с их добычей. Низкая репродуктивность этого вида делает его восприимчивым к чрезмерному вылову, и это в сочетании с известным снижением численности популяции привело к тому, что Международный союз охраны природы оценил статус сохранности этой акулы как «Близкий к уязвимому положению».